# Natalja Michailowna Putschkowa
Natalja Michailowna Putschkowa (russisch Наталья Михайловна Пучкова, engl. Transkription Natalya Puchkova; * 28. Januar 1987) ist eine russische Marathonläuferin.
2011 wurde sie in der Halle russische Vizemeisterin über 5000 m und Sechste beim Istanbul-Marathon.
2012 siegte sie beim Hannover-Marathon.

## Persönliche Bestzeiten
- 3000 m: 9:02,06 min, 12. Juli 2011, Tscheboksary
  - Halle: 9:07,81 min, 16. Februar 2011, Moskau
- 5000 m: 15:27,57 min, 14. Juli 2010, Saransk
  - Halle: 15:39,40 min, 18. Februar 2011, Moskau
- 10.000 m: 32:46,27 min, 3. Juli 2011, Schukowski
- Marathon: 2:30:17 h, 6. Mai 2012, Hannover